# 26 pluviôse
26 nivôse 26 ventôse
Le sextidi 26 pluviôse, officiellement dénommé jour de la guède, est le 146e jour de l'année du calendrier républicain.
C'était généralement le 14e jour du mois de février dans le calendrier grégorien.